# 김제군 갑
김제군 갑은 대한민국의 옛 국회의원 선거구이다. 당시 전라북도 김제군의 일부 지역을 관할했다.

## 역사
제헌 국회의원 선거를 앞두고 김제군의 일부 지역을 관할하는 선거구로 신설되었다.
제6대 국회의원 선거를 앞두고 김제군 갑, 을 선거구가 통합되어 김제군 단독 선거구를 이루게 됨에 따라 폐지되었다.

## 역대 국회의원
| 선거   | 정당 | 정당   | 의원   |
| ------ | ---- | ------ | ------ |
| 1948년 |      | 무소속 | 조한백 |
| 1950년 |      | 무소속 | 송방용 |
| 1954년 |      | 무소속 | 송방용 |
| 1958년 |      | 민주당 | 조한백 |
| 1960년 |      | 민주당 | 조한백 |

## 역대 선거 결과

### 대한민국 제헌 국회의원 선거
|  | 32.60% |

|  | 25.26% |

|  | 20.06% |

|  | 14.45% |

|  | 7.59% |

### 대한민국 제2대 국회의원 선거
|  | 18.95% |

|  | 15.28% |

|  | 13.27% |

|  | 13.17% |

|  | 11.41% |

|  | 8.36% |

|  | 5.72% |

|  | 4.77% |

|  | 4.30% |

|  | 3.07% |

|  | 1.65% |

### 대한민국 제3대 국회의원 선거
|  | 35.99% |

|  | 20.63% |

|  | 16.60% |

|  | 16.60% |

|  | 7.88% |

|  | 1.45% |

|  | 0.82% |

### 대한민국 제4대 국회의원 선거
|  | 50.41% |

|  | 37.97% |

|  | 11.61% |

### 대한민국 제5대 국회의원 선거
|  | 59.64% |

|  | 40.35% |